# Eremiascincus richardsonii
Eremiascincus richardsonii är en ödleart som beskrevs av  Gray 1845. Eremiascincus richardsonii ingår i släktet Eremiascincus och familjen skinkar. Inga underarter finns listade i Catalogue of Life.